# گول‌گلی (اردهان)
گول‌گلی (به ترکی استانبولی: Gölgeli) یک منطقهٔ مسکونی در ترکیه است که در اردهان واقع شده‌است.